# Capela de Nossa Senhora da Orada
Die spätromanische Kapelle Nossa Senhora da Orada (portugiesisch Capela de Nossa Senhora da Orada) liegt in der Gemeinde (Freguesia) União das Freguesias de Vila e Roussas etwa 900 Meter nordöstlich der Kreisstadt (Concelho) Melgaço und rund 500 Meter südlich des portugiesisch-spanischen Grenzflusses Minho (spanisch Río Miño), im Distrikt Viana do Castelo, im Norden Portugals.

## Geschichte

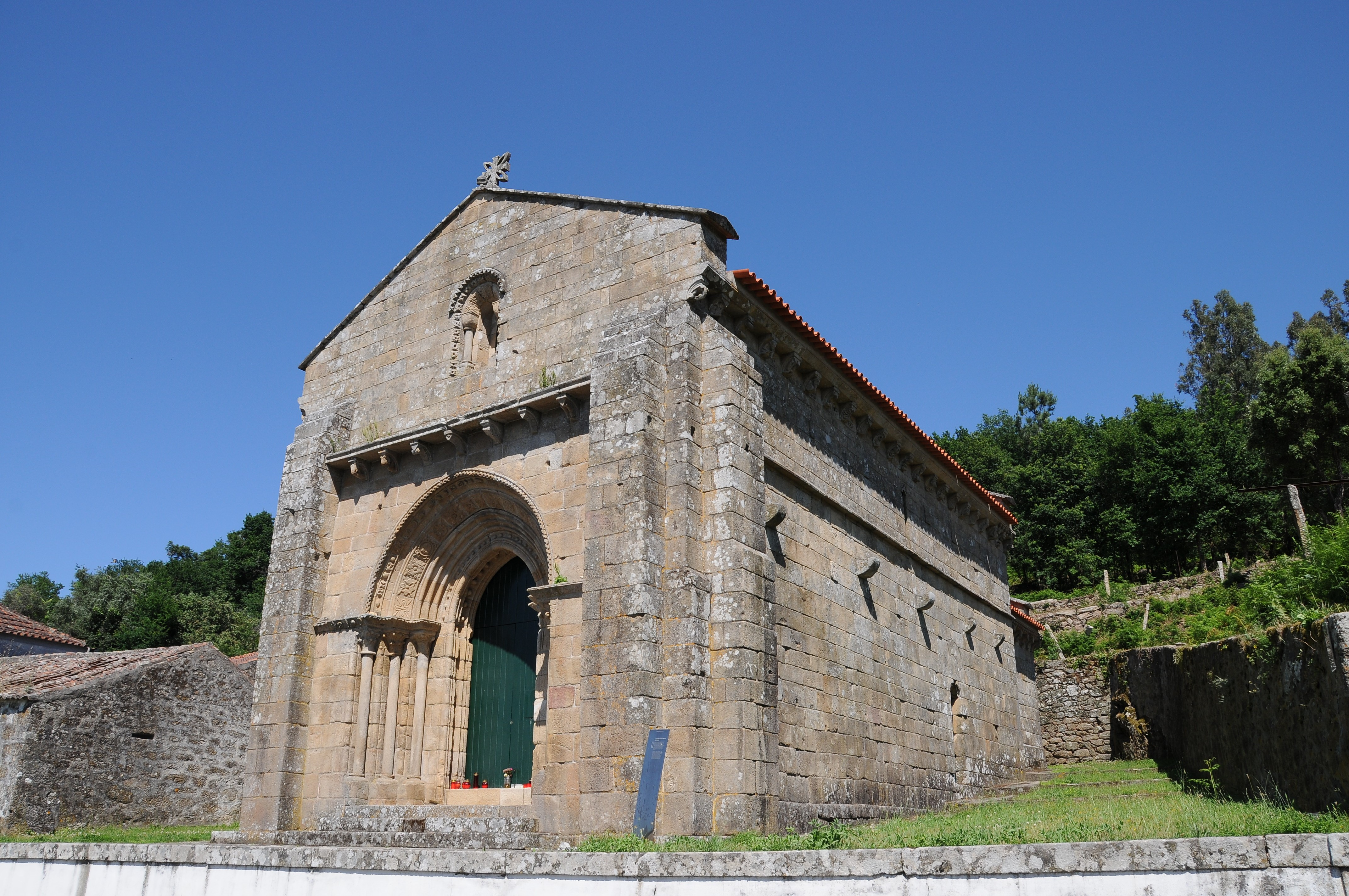
Nossa Senhora da Orada, Westportal

Die Kapelle gehörte zum gut 4,5 km südöstlich gelegenen Kloster Fiães, ursprünglich ein Benediktinerkloster, das am Ende des 12. Jahrhunderts von den Zisterziensern übernommen wurde. 1166 wird erstmals eine Schenkung in Orada an das Kloster Fiães erwähnt, allerdings ohne Erwähnung der Kapelle.

1220 wird die Kapelle erstmals konkret genannt, sie diente in dieser Zeit als Einsiedelei des Klosters.

In ihrer heutigen Form dürfte die Kapelle auf die grundlegende Renovierung des Jahres 1245 zurückgehen, die in einer Inschrift im Innenraum an der südlichen Tür erwähnt wird.

Im Laufe des 18. Jahrhunderts entwickelte sich die Kapelle in Krisenzeiten zum Ziel von Pilgerfahrten. Diese Tradition überdauerte auch die Auflösung der religiösen Orden in Portugal 1834 mit der die Zugehörigkeit der Kapelle zum Kloster endete und wurde bis weit in das 20. Jahrhundert fortgesetzt.

Seit 1910 ist die Kapelle als Monumento Nacional eingetragen und geschützt.

Im Zuge der umfassenden Renovierung Ende der 1930er Jahre wurde der ursprüngliche spätromanische Zustand weitgehend wiederhergestellt.

## Architektur

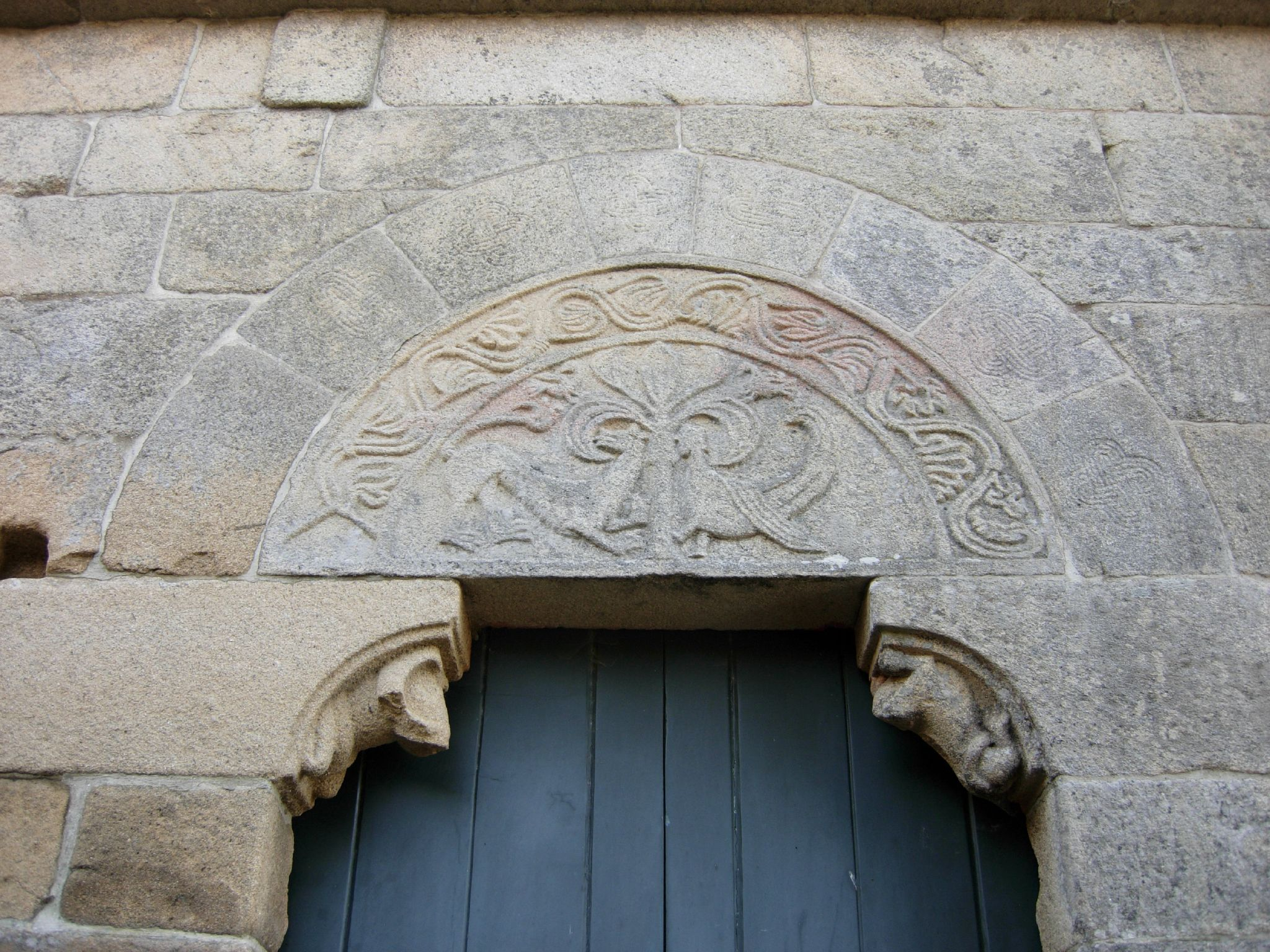
Nossa Senhora da Orada – Nordseite, Tympanon des Portals

Die schlichte, einschiffige Saalkirche aus Granit ist annähernd West-Ost ausgerichtet und zeigt einen rechteckigen Grundriss. Im Osten schließt sich ein kurzrechteckiger Chor an, der in den leicht ansteigen Hang eingetieft ist. Ein Triumphbogen trennt den Chor vom Kirchenschiff.

Das durch wenige, sehr schmale Fenster nur schwach ausgeleuchtete Kirchenschiff ist mit einer einfachen Holzdecke gegen das ziegelgedeckte Satteldach geschlossen. Der Chor hingegen ist mit einem Gewölbe überdeckt.
Vier massige Pfeiler in Verlängerung der nördlichen und südlichen Wand betonen die Westfront und das Portal der Kapelle. Das spitzbogige Portal ist durch drei Archivolten geschmückt, die mit floralen Reliefs, Wappen, Tier- und Fabelwesen verziert sind. Die Bögen ruhen auf Säulen, deren Kapitelle ebenfalls mit floralen Dekor verziert sind. Ein Fries auf Höhe Kapitelle betont die Kämpferlinie des Portals.

Durch einen Konsolenfries getrennt liegt oberhalb des Portals ein kleines, spitzbogiges Fenster, dessen Rahmen mit geometrischem Muster verziert ist. Die mit floralen Motiven verzierte Archivolte des Fensters ruht auf Säulen mit quadratischen Kapitellen.

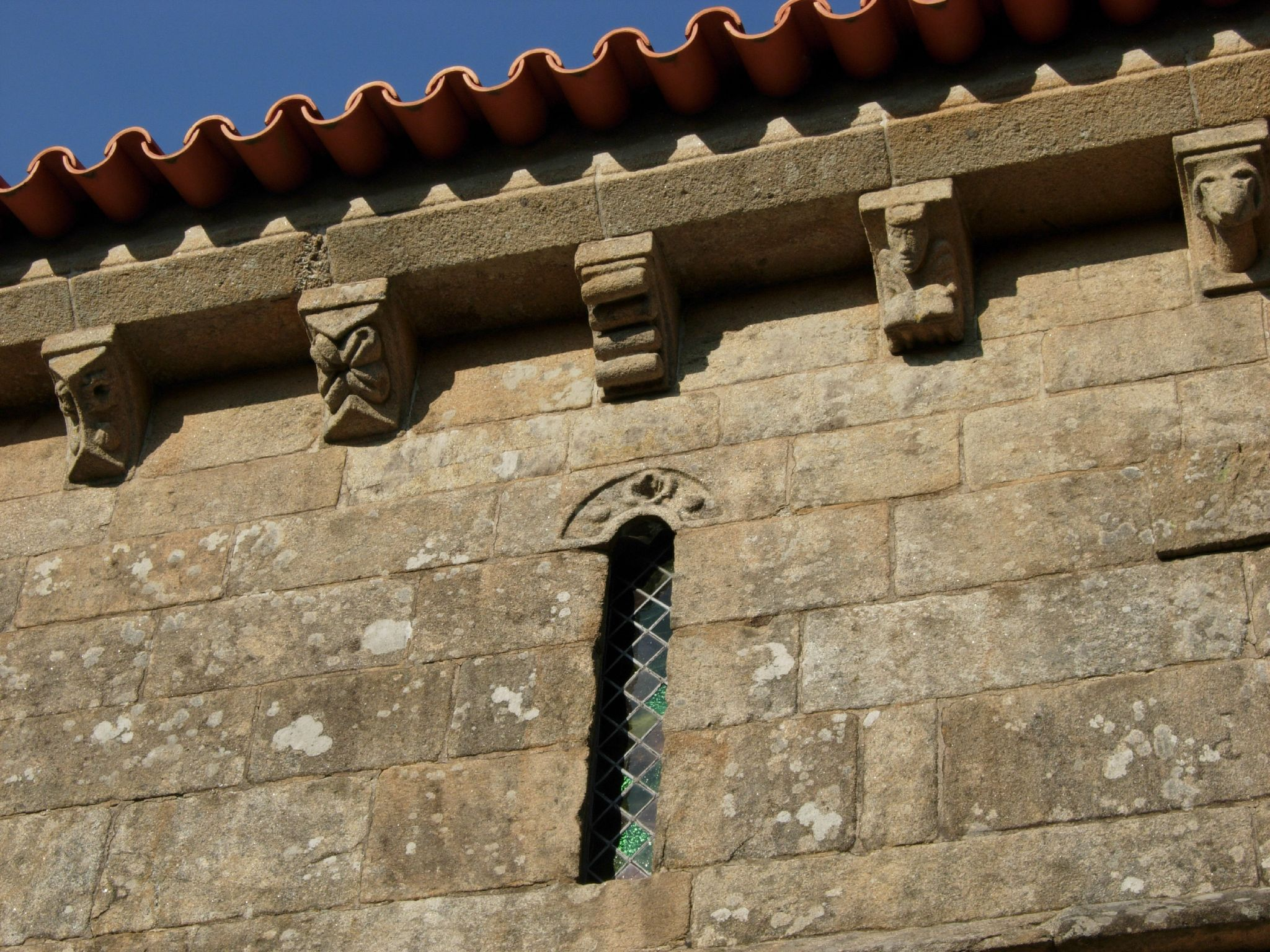
Nossa Senhora da Orada – Südseite, Kragsteine

Die Darstellung eines Lebensbaums, der von einer Harpyie und einem Greif flankiert wird, auf dem Tympanon des Nordportals bleibt bisher ohne Parallele in der portugiesischen Romanik. Vermutlich wird das ursprünglich persisch-sassanidische Motiv über den Languedoc oder Galicien in den Norden Portugals gelangt sein.
Herausragendes architektonisches Dekorationselement sind die Kragsteine, die das Gesims des Kirchenschiffs und des Chors tragen und die einen guten Überblick über den Formenschatz romanischer Plastik vermitteln. Neben floralem und geometrischen Dekor sind die Kragsteine mit Menschen- und Tierköpfen, vollständigen Menschenfiguren sowie Fabelwesen geschmückt. Vereinzelt tragen auch die Mauersteine zwischen den Kragsteinen eine Verzierung mit flachen Relief.